# Províncies del Sud
Províncies del Sud fou una divisió administrativa de Nigèria que va existir entre 1914 i 1939, al mateix temps que existien les províncies del Nord.
El 1939 fou dividida en dos regions: Oriental i Occidental que van existir juntament amb la regió del Nord. El 1951 les dues regions i la del Nord van obtenir algunes facultats de govern i el 1954 un ampli autogovern que van mantenir amb la independència de Nigèria el 1960.
Pels seus governants vegeu Regió Oriental de Nigèria.